# 3841 Dicicco
3841 Dicicco eller 1983 VG7 är en asteroid i huvudbältet som upptäcktes den 4 november 1983 av den amerikanske astronomen Brian A. Skiff vid Anderson Mesa Station. Den är uppkallad efter den amerikanske astronomen Dennis di Cicco.
Asteroiden har en diameter på ungefär 6 kilometer och den tillhör asteroidgruppen Flora.